# Тит Цезерній Квінкціан
Тит Кві́нкцій Цезе́рній Ста́цій Ма́кедон Квінкціа́н (лат. Titus Quinctius Caesernius Statius Macedo Quinctianus; бл. 95 —після 139) — державний та військовий діяч часів Римської імперії.

## Життєпис
Походив зі стану вершників роду Цезерніїв. Син Тита Квінкція Цезернія Стація Македона, прокуратора Мавританії Цезарейської у 107 році, та Рутілли Пріски Сабініани. Народився близько 95 року у м. Аквілея. Мав брата Тита Цезернія Стаціана Меммія Макріна.У 120 році входить до колегії триумвірів-монетарів, відповідаючи за карбування золотої та срібної монети. Ця посада сприяла входженню до сенату. В подальшому був військовим трибуном у XXX Ульпієву Переможному легіоні, що стояв у таборі Ветера у провінції Нижня Германія.
По поверненню до Риму обіймав посади квестора, народного трибуна та був претором. У цей час затоваришував з імператором Адріаном. Це сприяло його кар'єрі, а також кар'єрі його брата (Тита Цезернія Стаціана Меммія Макріна). Квінкціан подорожував разом з імператором Сицилією у 128 році, Мавританією у 129 році та Сходом у 131—132 роках.
З 133 до 136 року як легат керував X легіоном Близнюків, що стояв у Віндобоні (сучасне м. Відень), провінція Верхня Паноннія. У 137 році призначається куратором Аппієвої дороги та префектом, відповідаючим за виплати бідним мешканцям Риму. Стає одним з патронів Аквілеї, за що Квінкціаном поставлено в цьому місті статуї. У 138 році призначається консулом-суфектом та содалів Августалів (колегія жерців імператорського роду). Про подальшу долю немає відомостей.